# Europamästerskapen i scratch
Europamästerskap i scratch har avhållits för herrar och damer sedan 2014 som en del av Europamästerskapen i bancykling och arrangeras av Union Européenne de Cyclisme. Fram till och med 2014 körde herrarna 15 km, medan damerna körde 10 km, men sedan 2025 kör båda könen 10 km.
Flest segrar på herrsidan, fyra, har Iúri Leitão, medan Martina Fidanza vunnit två gånger i damklassen.

## Podieplaceringar
| År   | Vinnare        | Tvåa               | Trea             |
| 2014 | Otto Vergaerde | Eloy Teruel        | Edward Clancy    |
| 2015 | Sebastián Mora | Tristan Marguet    | Adrian Tekliński |
| 2016 | Gaël Suter     | Adrian Teklinski   | Wim Stroetinga   |
| 2017 | Adrien Garel   | Krisztián Lovassy  | Roman Gladysj    |
| 2018 | Roman Gladysj  | Adrien Garel       | Tristan Marguet  |
| 2019 | Sebastián Mora | Chrístos Volikákis | Wim Stroetinga   |
| 2020 | Iúri Leitão    | Roman Gladysj      | Oliver Wood      |
| 2021 | Rui Oliveira   | Vincent Hoppezak   | JB Murphy        |
| 2022 | Iúri Leitão    | Moritz Malcharek   | Bartosz Rudyk    |
| 2023 | Oliver Wood    | Roy Eefting        | Donavan Grondin  |
| 2024 | Iúri Leitão    | Tim Wafler         | Tobias Hansen    |
| 2025 | Iúri Leitão    | Vincent Hoppezak   | William Tidball  |

| År   | Vinnare             | Tvåa               | Trea                 |
| 2014 | Jevgenija Romanjuta | Laurie Berthon     | Elena Cecchini       |
| 2015 | Laura Trott         | Kirsten Wild       | Roxane Fournier      |
| 2016 | Aušrinė Trebaitė    | Elinor Barker      | Kirsten Wild         |
| 2017 | Trine Schmidt       | Tetjana Klimtjenko | Jevgenija Augustinas |
| 2018 | Kirsten Wild        | Emily Kay          | Jolien D'Hoore       |
| 2019 | Emily Nelson        | Shannon McCurley   | Maria Martins        |
| 2020 | Martina Fidanza     | Hanna Tserach      | Tetjana Klimtjenko   |
| 2021 | Katie Archibald     | Valentine Fortin   | Daria Pikulik        |
| 2022 | Anita Stenberg      | Jessica Roberts    | Nikola Wielowska     |
| 2023 | Maria Martins       | Eukene Larrarte    | Daria Pikulik        |
| 2024 | Clara Copponi       | Lani Wittevrongel  | Martina Fidanza      |
| 2025 | Martina Fidanza     | Lorena Wiebes      | Maria Martins        |